# かかし古里館
かかし古里館（かかしふるさとかん）は、北海道岩内郡共和町にある共和町立の歴史博物館。
安政4年の開拓以来の歴史と文化的資料を展示している。1933年(昭和8年)に建築された旧幌似小学校を展示場として再活用し、1994年(平成6年)にオープンした。また、かかし祭りで入賞したかかしなども展示されている。